# طواف يوتا 2014
طواف يوتا 2014 (بالإنجليزية: 2014 Tour of Utah)‏ هو سباق دراجات هوائية من فئة سباق المرحلة، وهو الموسم رقم 10 من طواف يوتا، وأقيم خلال الفترة من 4 أغسطس 2014، وحتى 10 أغسطس 2014 ضمن سباقات طواف أمريكا للدراجات 2013–14.
فاز بالمركز الأول توم دانيلسون، وبالمركز الثاني كريس هورنر، وبالمركز الثالث وينر أنكونا.

## الفائزون
| الترتيب | الفائز       |
| ------- | ------------ |
| الفائز  | توم دانيلسون |
| الثاني  | كريس هورنر   |
| الثالث  | وينر أنكونا  |

## وصلات خارجية
- الموقع الرسمي